# 올가 페도리
올가 페도리(Ольга Федорищева, 1984년 3월 17일 ~ )는 우크라이나의 배우이다.

## 방송
- 홀비시티 시즌14
- 홀비시티 시즌13
- 홀비시티 시즌12

## 영화
- 울프맨 (2010년) - 멜레바의 딸 역
- 엄마, 아빠 (2008년) - 레나 역
- 홀비시티 시즌1 (1999년)
- 이스트엔더스 (1985년)